# Nekrasovia
Nekrasovia là một chi bướm đêm thuộc họ Noctuidae.